# Hereward the Wake
Hereward the Wake, född cirka 1035, död 1072, under sin levnad känd som Hereward the Outlaw (den Fredlöse) eller Hereward the Exile (den Förvisade), var en anglosaxisk adelsman som ledde motståndet mot den normandiska invasionen av England, och samlade oppositionen mot Vilhelm Erövraren. 
Han hade sin bas på Isle of Ely, och rörde sig över delar av Cambridgeshire, Lancashire och Norfolk. Hans namn kommer från fornengelskans here (sv. här) och weard (sv. vakt). 
Smeknamnet the Wake betyder ungefär den Vakande. 